# 加陽大橋
加陽大橋（韩语：／ Gayang Daegyo）是一条横跨汉江的桥梁，位于韓國首尔。桥梁两端连接江西區和麻浦區，于1994年12月开始建造，2002年5月31日通车。大桥全长2,250米，每个桥墩之间相差100米。